# Thornton-le-Beans
Thornton-le-Beans is een civil parish in het bestuurlijke gebied Hambleton, in het Engelse graafschap North Yorkshire.